# Aleksander Mandziara
Aleksander Mandziara (* 16. August 1940 in Gleiwitz als Alfons Mandziara; † 2. September 2015 in der Nähe von Köln) war ein polnischer Fußballspieler und Fußballtrainer.

## Karriere
Aleksander Mandziara spielte von 1963 bis 1971 bei Szombierki Bytom und konnte dabei als Mittelfeldspieler mit dem polnischen Vizemeistertitel 1965 seinen größten Erfolg verzeichnen. Er spielte anschließend zwei Saisons in der niederländischen Eredivisie bei NAC Breda und gewann dort den KNVB-Beker 1973. Ausklingen ließ Mandziara seine aktive Karriere beim GKS Tychy.
Seine Trainerkarriere begann Aleksander Mandziara ebenfalls beim GKS Tychy 1975. Seinen ersten Chefposten im Ausland hatte er in der Saison 1981/82 bei Rot-Weiss Essen in der 2. Bundesliga, wo er Anfang 1983 wieder entlassen wurde. 1984 übernahm er das Zepter beim BSC Young Boys und wurde dort zum Erfolgsgaranten: 1986 führte er die Mannschaft zum Meistertitel, 1987 zum Cupsieg.
Nach seinem Engagement 1988/89 beim FC Biel führte ihn der Weg nach Österreich, wo er zunächst den Linzer ASK 1989/90 betreute und anschließend Stahl Linz 1991 in die Bundesliga führte. Trotz seiner Erfolge bei den Koksstierlern wurde er im Laufe der folgenden Bundesliga-Saison nach einer Pokal-Niederlage beim FavAC zum Unmut vieler Fans entlassen. In der Saison 1992/93 trainierte er daran anschließend kurz den SV Darmstadt 98. Von 1996 bis 1998 leitete er das Training beim FC Bern.

## Erfolge
- 1 × Polnischer Vizemeister: 1964/65
- 1 × Schweizer Meister: 1985/86
- 1 × Schweizer Cupsieger: 1986/87
- 1 × Österreichischer Zweitligameister: 1990/91